# Olegario Vázquez Aldir
Olegario Vázquez Aldir (Ciudad de México, 28 de abril de 1972) es un empresario mexicano, presidente de Grupo Vazol, la evolución de Grupo Empresarial Ángeles. Con un patrimonio estimado de 9300 millones de dólares tiene una de las fortunas más grandes en México. 
Estudió la Licenciatura en Administración de Empresas en la Universidad Iberoamericana; posteriormente hizo estudios de posgrado en Administración en Boston University, otro posgrado sobre Planeación Estratégica en el Instituto Tecnológico Autónomo de México (ITAM) y un posgrado en Administración de la Salud y Planeación Estratégica en la Universidad Nacional Autónoma de México (UNAM).

## Biografía
Nació en la Ciudad de México el 28 de abril de 1972. En 1996 tomó posesión como director general del Hospital Ángeles del Pedregal. En el año 2000 es designado director general corporativo e inicia la expansión de la División del Sector Salud del Grupo Ángeles.  El 6 de octubre del 2020, el Consejo de Administración, lo nombra presidente ejecutivo de Grupo Empresarial Ángeles, y el 20 de abril del 2024 es nombrado presidente y director general de Grupo Empresarial Ángeles.
Creó el Grupo Empresarial Ángeles en 1998. Llevó a cabo la compra, reestructura y relanzamiento de Hoteles Camino Real en el año 2000. También consolidó la compra y conformación de Grupo Imagen Multimedia en el 2003, que se convirtió en el primer grupo multimedia de México y en el año 2005 lleva a cabo la compra de Grupo Financiero Multiva.

## Sector de telecomunicaciones
En el 2003, Grupo Imagen Telecomunicaciones fue vendido a Grupo Empresarial Ángeles (GEA). Vázquez Aldir presentó una oferta de compra y capitalización a la familia Fernández (poseedora de 48% de las acciones) y al empresario Alfonso Romo (propietario del 27%). Esto abrió la puerta al Grupo Empresarial Ángeles para entrar al sector de las comunicaciones.
Una vez adquirido Grupo Imagen, Olegario Vázquez Aldir reestructuró el enfoque comercial de la empresa y adquirió nuevas frecuencias en todo el país para fungir como repetidoras de la programación de radio de Imagen Informativa.
Vázquez Aldir continuó la expansión de Grupo Imagen en 2006, adquiriendo un periódico de alcance nacional, Excélsior. Esta adquisición marcó el fin de la cooperativa de trabajadores que lo administraba y dio inicio a una nueva etapa, con el relanzamiento del diario el 18 de marzo del 2006, al cumplir 89 años en circulación.
Después de adquirir al grupo radiofónico Imagen y el periódico Excélsior, Vázquez Aldir adquirió XHRAE-TV en 2006 para ingresar al sector de la televisión en el Valle de México. Tras la compra, el 28 de mayo del 2007 el canal fue relanzado ahora con el nombre comercial de cadenatres, con una cobertura en toda la República Mexicana gracias a los convenios realizados con PCTV para incorporar el canal a todos los sistemas de televisión por cable y con Grupo Televisa para incorporar el mismo en televisión satelital. 
Desde mediados del 2010, la integración de las distintas adquisiciones dio origen a Grupo Imagen Multimedia, compuesto por medios audiovisuales de distinta índole que incluían las estaciones de radio Reporte 98.5 e Imagen Informativa 90.5, el diario Excélsior y los canales de televisión abierta Excélsior Televisión y Cadena 3. 
En septiembre del 2016, el grupo de medios creado por Vázquez Aldir se convirtió en Grupo Imagen, con el lanzamiento del canal de televisión Imagen.

## Empresas Financieras
De forma paralela a la participación en el sector de las telecomunicaciones, Vázquez Aldir adquirió Multivalores Grupo Financiero en 2006. Al momento de la compra, constaba de una casa de bolsa, una sociedad operadora de fondos de inversión y una arrendadora. En marzo del 2007, el grupo se convirtió en Banco Multiva y Seguros Multiva. Entre sus objetivos se planteó convertir a la institución en uno de los bancos más importantes de México.

## Iniciativas sociales
Es miembro distinguido de la Fundación Mexicana para la Salud, la Fundación Pro-Bosque de Chapultepec y la Fundación Teletón. Vázquez Aldir también participa como Patrono del Consejo de la Comunicación, del Instituto Nacional de Salud Pública y del Patronato de la Universidad Iberoamericana. Además, es vicepresidente del Consejo de la Cruz Roja Mexicana, miembro activo de la OTI (Organización de Telecomunicaciones de Iberoamérica) y miembro permanente del Comité Olímpico Mexicano.[cita requerida]

## Trayectoria
- 1996: Olegario Vázquez Aldir es nombrado director general del Hospital Ángeles del Pedregal.
- 1997 a 1999: Grupo Empresarial Ángeles se concentra en el sector servicios y comienza su expansión en el campo de la salud.
- 2000: La cadena de hoteles Camino Real se integra al Grupo Empresarial Ángeles y comienza la expansión del grupo en el sector turismo.
- 2003: Grupo Empresarial Ángeles ingresa al sector de comunicaciones al comprar Grupo Imagen.
- 2006: Se concreta la compra del diario Excélsior, que se relanzó en abril de ese mismo año con nueva imagen y circulación nacional.
- 2006: Grupo Imagen se consolida como un grupo de medios de comunicación al comprar el Canal 28 de televisión.
- 2006: Grupo Financiero Multiva se integra al Grupo Empresarial Ángeles con casa de bolsa, arrendadora, operadora de fondos y, más tarde, banco.
- 2007: Se reinician las transmisiones del canal 28 bajo el nombre de cadenatres, en su momento la tercera cadena de televisión abierta con presencia en México.
- 2011: Se adquieren los hoteles Quinta Real para formar parte de la División Hospitalidad del grupo.
- 2012: Se lanza la marca Real Inn
- 2014: Copropietario del equipo de fútbol Querétaro Fútbol Club